# Актубек (Жанааркинський район)
Актубе́к (каз. Ақтүбек) — село у складі Жанааркинського району Улитауської області Казахстану. Адміністративний центр Актубецького сільського округу.
Населення — 840 осіб (2021; 781 у 2009, 744 у 1999, 874 у 1989).
Національний склад станом на 1989 рік:
- казахи — 100 %.